# Fraktion engagierter Studierender
Die Fraktion engagierter Studierender (abgekürzt FEST) ist ein 2009 gegründeter Klub in der Bundesvertretung der Österreichischen Hochschülerinnen- und Hochschülerschaft. Dem Klub der FEST gehören derzeit 15 Mandatare an, davon neun von  Fachhochschulen (die von den jeweiligen Fachhochschul-Studienvertretungen direkt entsendet werden), drei von Pädagogischen Hochschulen sowie drei von Öffentlichen Universitäten. Mit Thomas Wallerberger und Benedikt Rust stellt die FEST in der Periode 2009–2011 beide stellvertretenden ÖH-Vorsitzenden, in der Periode von 2011 bis 2013 mit Peter Grabuschnig bzw. Christoph Huber den Generalsekretär der Bundesvertretung. Seit Juli 2013 stellt die FEST den zweiten stellvertretenden Vorsitzenden der ÖH Bundesvertretung.
2009 als parteiunabhängige Vertretung von Fachhochschul-Studierenden gegründet, versteht sich die FEST mittlerweile als Plattform, die allen Studierenden, unabhängig von ihrer Hochschule, offensteht. In der Funktionsperiode 2011–2013 ist die FEST die erste Vertretung in der Geschichte der Österreichischen Hochschülerinnen- und Hochschülerschaft, die Mandate von allen drei Hochschultypen (Öffentliche Universitäten, Fachhochschulen und Pädagogische Hochschulen) in einem Klub vereint.
Auch in der derzeitigen Periode wurde dieses Ziel wieder erreicht. Anders als an den Universitäten gibt es für die Hochschulvertretungen der Fachhochschulen und pädagogischen Hochschulen kein Listenwahlrecht und damit zumindest formal keine Fraktionen. Die Mandatare der Fach- und pädagogischen Hochschulen können sich demnach erst direkt in der Bundesvertretung der ÖH einem Klub anschließen. Im Juni 2009 bildete die FEST  gemeinsam mit den Grünen & Alternativen StudentInnen (GRAS) und dem Verband Sozialistischer Studentinnen und Studenten Österreichs (VSStÖ) eine Minderheitsexekutive.
Diese Zusammenarbeit wurde 2011, ergänzt durch den Eintritt der Unabhängige Fachschaftslisten Österreichs (FLÖ) in die Exekutive der ÖH Bundesvertretung, weitergeführt.
Auch in der Exekutivperiode 2013–2015 hat sich die FEST wieder für eine gemeinsame Zusammenarbeit mit den bisherigen Koalitionsfraktionen entschieden. Ebenso konnte sie bei der ÖH Wahl 2013, wo die FEST zum ersten Mal direkt wählbar war, zwei Mandate an der HochschülerInnenschaft der Universität Wien erringen.
In weiterer Folge wurde Bernhard Lahner am 28. Juni 2013 als erster Studierendenvertreter, der von einer Pädagogischen Hochschule stammt, in der konstituierenden Sitzung der ÖH-Bundesvertretung für die FEST in das Vorsitzteam gewählt.